# Doc Martin

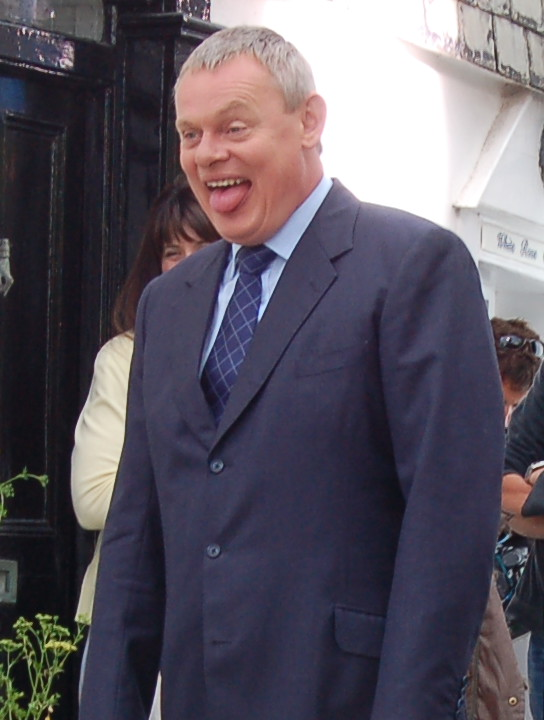
Martin Clunes in de titelrol tijdens opnames

Doc Martin is een Britse televisieserie die uitgezonden wordt op ITV. De serie draait om het leven van dokter Martin Ellingham en de bewoners van het havenstadje Portwenn. Het genre is komisch drama en de serie is geschikt voor alle leeftijden.
In België werd de serie uitgezonden door Eén (enkel de eerste seizoenen), in Nederland door RTL 8.
De serie is gecreëerd door Dominic Minghella, Doc Martin wordt vertolkt door Martin Clunes. Naast hoofdrolspeler Martin Clunes spelen onder anderen Ian McNeice, Jeff Rawle, Stephanie Cole en Caroline Catz in de serie. 
De serie is min of meer gebaseerd op de komische film Saving Grace, een verhaal over een vrouw in de vijftig, die cannabis gaat kweken om de schulden waarmee haar overleden man haar heeft achtergelaten te kunnen betalen. Martin Clunes speelt in deze film de rol van dokter Martin Bamford. Hij speelde deze rol nog in twee films die zich afspelen voor de gebeurtenissen in Saving Grace: Doc Martin en The legend of the cloutie.
In de serie is dokter Martin een voormalige chirurg die briljant was in zijn job maar een aversie voor bloed kreeg. Hij verhuist naar het havenstadje Portwenn waar zijn tante Joan woont om er een dokterspraktijk op te starten. Dokter Martin weet zijn patiënten - soms tegen wil en dank - uitstekend te helpen, maar de relaties met de dorpelingen verloopt uiterst moeizaam, ook al heeft hij de beste bedoelingen. Hij komt nors over en zegt steeds rechtuit zijn mening, wat vaak tot misverstanden leidt. Zijn beperkt empathisch vermogen zou te wijten zijn aan het feit dat hij waarschijnlijk een vorm van autisme heeft, meer bepaald het syndroom van Asperger.
De eerste aflevering werd in het Verenigd Koninkrijk uitgezonden in 2004. Na de tweede reeks volgde eind 2006 alleen een kerstspecial. In 2007 werd de derde reeks uitgezonden en sindsdien zit er tussen twee reeksen steeds een onderbreking van een jaar. In 2019 werd de negende reeks uitgezonden.
Portwenn is in werkelijkheid Port Isaac, een idyllisch plaatsje aan de Britse kust in Cornwall.

## Bewerkingen
In Nederland is onder de naam Dokter Tinus een herbewerking van de Engelstalige serie gemaakt, die werd uitgezonden van 	21 augustus 2012 tot 13 november 2017.
In Duitsland is Doktor Martin een bewerking van de originele serie, met Axel Milberg als Doktor Martin Helling, die werd uitgezonden van 25 juli 2007 tot 2 juli 2009.
In Frankrijk is een Franse versie van de serie (met dezelfde titel: Doc Martin) geproduceerd met Thierry Lhermitte als Dr. Martin Le Foll, die werd uitgezonden van 10 januari 2011 tot 27 april 2015.
In Griekenland is Kliniki Periptosi een bewerking van de originele serie, met Yannis Bezos als Markos Staikos, die werd uitgezonden van 18 november 2011 tot 25 mei 2012.
In Spanje is Doctor Mateo een Spaanse bewerking van de originele serie, met Gonzalo de Castro als Dr. Mateo, die werd uitgezonden van 22 februari 2009 tot 17 juli 2011.
In Tsjechië en Slowakije is televisieserie (Doktor Martin) met Miroslav Donutil in de hoofdrol, die sterk geïnspireerd is door de originele Britse serie. De serie werd uitgezonden op 30 augustus 2015 in Slowakije en vanaf 4 september 2015 in Tsjechië.